# Cammina nel sole
Cammina nel sole è il settimo album in studio di Gianluca Grignani, pubblicato il 14 marzo 2008 e contenente il brano presentato al Festival di Sanremo 2008, che dà il titolo al disco.
Il 14 novembre 2008 è stata pubblicata una ristampa dell'album; la nuova versione, denominata Tour Edition include un duetto con L'Aura del brano Vuoi vedere che ti amo, già presente nella prima versione dell'album, alcune tracce eseguite dal vivo e una reinterpretazione di Mi sono innamorato di te di Luigi Tenco, per un totale di 16 tracce.

## Tracce
Versione standard
1. Ribellione - 5:27
2. Cammina nel sole - 4:25
3. Francy - 4:16
4. Cuore randagio - 4:09
5. Tutti gli angeli giù dal cielo - 4:49
6. L'Acqua nel deserto - 4:48
7. Vuoi vedere che ti amo - 4:04
8. Rugiada del mattino - 3:59
9. Hey Mister - 4:48
10. E mi manchi da morire - 6:02
11. Ciao e arrivederci - 4:23

Traccia bonus nella versione iTunes
1. Rugiada del mattino (versione elettro acustica) - 3:48

Tour Edition
1. Ribellione - 5:27
2. Cammina nel sole - 4:25
3. Francy - 4:16
4. Cuore randagio - 4:09
5. Tutti gli angeli giù dal cielo - 4:49
6. L'Acqua nel deserto - 4:48
7. Vuoi vedere che ti amo (con L'Aura) - 4:04
8. Rugiada del mattino - 3:59
9. Hey Mister - 4:48
10. E mi manchi da morire - 6:02
11. Ciao e arrivederci - 4:23
12. Mi piacerebbe sapere (Live) - 5:09
13. Falco a metà (Live) - 5:04
14. Dio privato (Live) - 4:37
15. La canzone (Live) - 10:42
16. Mi sono innamorato di te - 2:00

## Formazione
- Gianluca Grignani – voce, cori, chitarra elettrica, chitarra acustica
- Cesare Chiodo – basso
- Lele Melotti – batteria
- Fio Zanotti – tastiera, cori, programmazione, organo Hammond, pianoforte
- Dodi Battaglia – chitarra elettrica, slide guitar
- Stefano Brandoni – chitarra elettrica
- Giorgio Secco – chitarra acustica, chitarra elettrica
- Andrea Tripodi – tastiera, cori, programmazione, chitarra elettrica
- Davide Ghidoni – tromba, flicorno
- Massimo Zanotti – trombone
- Gabriele Bolognesi – sax
- Antonella Pepe, Luca Velletri, Silvio Pozzoli – cori

## Classifiche
| Classifica (2008) | Posizione massima |
| ----------------- | ----------------- |
| Italia            | 4                 |